# Hermacha mazoena
Espèce
Hermacha mazoena est une espèce d'araignées mygalomorphes de la famille des Entypesidae.

## Distribution
Cette espèce est endémique du Zimbabwe,. Elle se rencontre au Mashonaland.

## Description
La femelle holotype mesure 15,2 mm.

## Étymologie
Son nom d'espèce lui a été donné en référence au lieu de sa découverte, le Mazoe.

## Publication originale
- Hewitt, 1915 : New South African Arachnida. Annals of the Natal Museum, vol. 3, p. 289-327 (texte intégral).